# House Party
House Party es una película de 1990 dirigida por Reginald Hudlin.

## Elenco
- Christopher "Kid" Reid como Christopher Robinson, Jr. (Kid)
- Robin Harris como Mr. Robinson (Pop)
- Christopher "Play" Martin como Peter Martin (Play).
- Martin Lawrence como Bilal.
- "Paul Anthony" George como Stab.
- Lucien "Bowlegged Lou" George, Jr. como Pee-Wee.
- Brian "B-Fine" George como Zilla.
- Tisha Campbell como Sidney.
- A.J. Johnson como Sharane.
- Gene "Groove" Allen como Groove.
- Daryl "Chill" Mitchell como Chill.
- Lou B. Washington como Otis.